# Кресбард (Јужна Дакота)
Кресбард (енгл. Cresbard) град је у америчкој савезној држави Јужна Дакота.

## Демографија
По попису из 2010. године број становника је 104, што је 39 (-27,3%) становника мање него 2000. године.
| Група             | 2000.       | 2010.        |
| Белци             | 141 (98,6%) | 104 (100,0%) |
| Афроамериканци    | 0 (0,0%)    | 0 (0,0%)     |
| Азијати           | 1 (0,7%)    | 0 (0,0%)     |
| Хиспаноамериканци | 0 (0,0%)    | 0 (0,0%)     |
| Укупно            | 143         | 104          |